# CASA AX
El CASA AX fue un proyecto desarrollado por el fabricante aeronáutico español Construcciones Aeronáuticas S.A. a finales de los años 1980 para crear un avión de caza monomotor. El proyecto se abandonó en el año 1991 después de que el Ministerio de Defensa de España decidiese no seguir financiando el desarrollo del programa.

## Desarrollo
A mediados de los años 1980, el Ministerio de Defensa buscaba un sustituto que pudiese reemplazar a los aviones F-5 Freedom Fighter que estaban en servicio en el Ejército del Aire de España. En aquel momento, se encargó al fabricante aeronáutico español CASA el desarrollo de un proyecto, que contaba con el asesoramiento de la compañía estadounidense Northrop, compañía que ya con anterioridad había colaborado con CASA en el proyecto y desarrollo del C-101. En el año 1987, el Estado Mayor del Aire aprobó el concepto preliminar de la aeronave, y posteriormente, en 1989, puso en marcha de modo oficial el programa AX, asignándole una partida inicial de 960 millones de pesetas.
En un primer momento se estableció que el Ejército del Aire adquiriría un total de 72 unidades de este modelo. Para ello, se establecía que el Gobierno de España debería de invertir un total de 2165 millones de pesetas en el desarrollo del proyecto, así como desembolsar un total de 600 millones de pesetas en el año 1990 y 4100 millones en el año 1991 para sufragar la compra de las aeronaves. Sin embargo, CASA solo llegó a ingresar la partida establecida inicialmente, por lo que ante la falta de financiación, el proyecto llegó a su fin en el año 1991.

### Aeronaves similares
- Aero L-159 Alca
- / AMX International AMX

### Secuencias de designación
- Aviones militares de CASA: AX - C-201 - C-202 - C-207 →